# Michael Huber (Politiker)
 Michael Huber  (* 11. September 1866 in Gilgenberg am Weilhart, Oberösterreich; † 25. Juni 1949 in Geinberg, Oberösterreich) war ein österreichischer Priester und christlichsozialer Politiker.

## Leben
Huber studierte Theologie und empfing 1890 in Linz die Priesterweihe. Nahezu 20 Jahre lang wirkte er als Kooperator, Provisor und Pfarrer in verschiedenen oberösterreichischen Pfarren, bis er für 17 Jahre Pfarrer von Geinberg wurde. Hier widmete er sich neben der seelsorgerischen Tätigkeit intensiv dem bäuerlichen Genossenschaftswesen. Er gründete die Elektrizitätsgenossenschaft Geinberg, die Innviertler Lagerhausgenossenschaft und die Molkereigenossenschaft Geinberg.
In der Zeit zwischen 1913 und 1918 war Huber Mitglied des Reichsrates und anschließend bis 1919 der Provisorischen Nationalversammlung. Mitglied des Landtages war er von 1909 bis 1918 und dann bis 1919 Mitglied der Provisorischen Landesversammlung.

## Ehrungen
- Ehrenbürger von Geinberg und Mörschwang
- Silbernes Ehrenzeichen für Verdienste um die Republik Österreich (1931)
- Konsistorialrat
- Goldene Raiffeisenplakette (1948)